# Peter Pfankuch

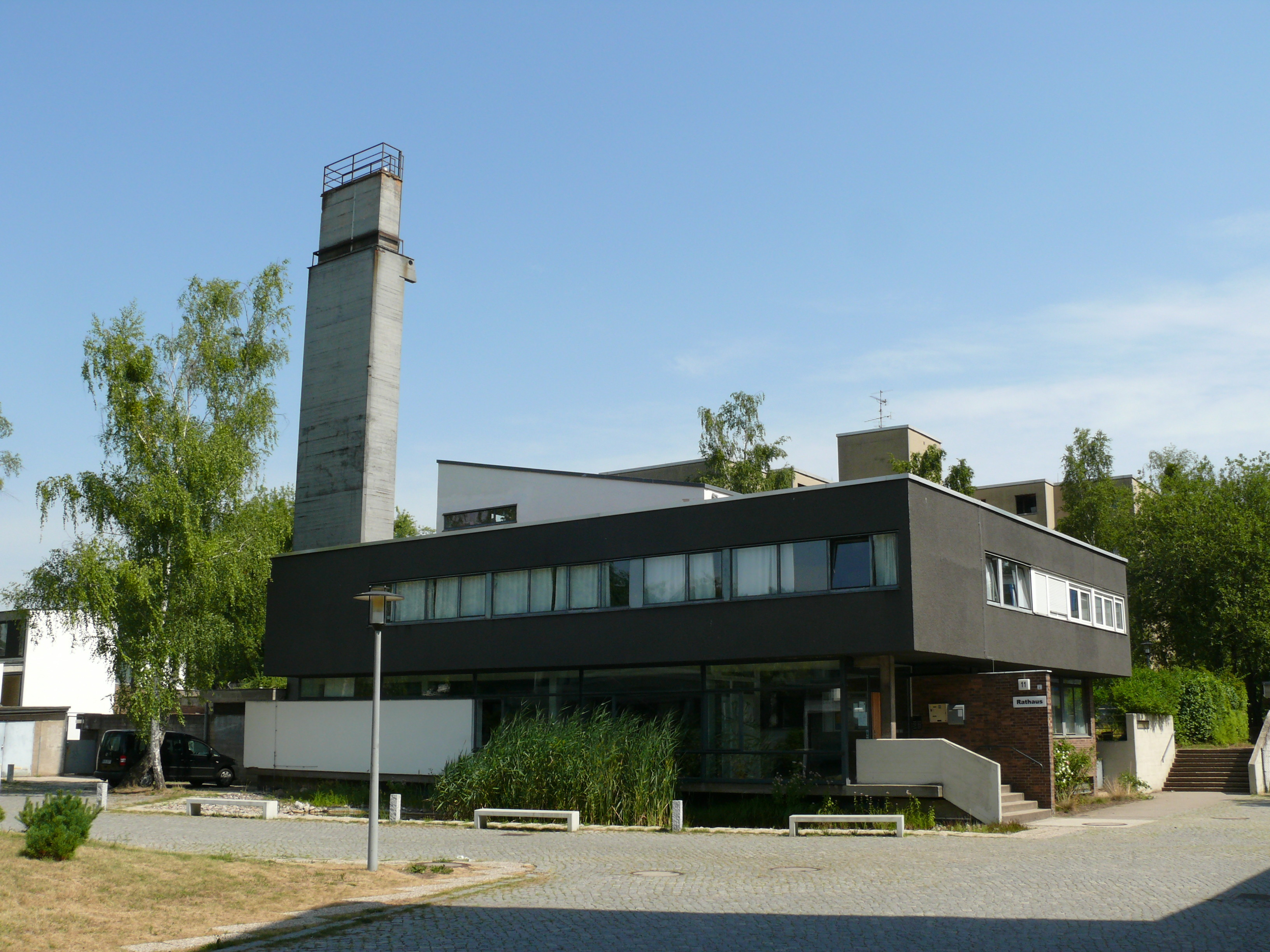
Rathaus im Studentendorf Schlachtensee

Peter Pfankuch (* 15. Juli 1925 in Berlin; † 12. Februar 1977 ebenda) war ein deutscher Architekt.

## Leben und Wirken
Ausbildung
Von 1942 bis 1943 besuchte Peter Pfankuch die von Hugo Häring geführte Lehreinrichtung Kunst und Werk – Privatschule für Gestaltung, die ursprüngliche Schule Reimann, in Berlin und belegte Kurse bei Häring und Peter Friedrich im Bauzeichnen. Anschließend ging er von 1943 bis 1944 als bautechnischer Zeichner zu Hans Scharoun in dessen Architekturbüro. Nach dem Krieg holte er in Berlin das Abitur nach und begann 1946 ein Architekturstudium an der Technischen Universität Berlin. Parallel dazu war er Hilfsassistent am Lehrstuhl für Städtebau bei Scharoun. Sein Diplom erhielt er 1949.
Anstellungen
Von 1948 bis 1950 arbeitete er als Wissenschaftlicher Mitarbeiter an dem im Ostteil Berlins gelegenen Institut für Bauwesen der Deutschen Akademie der Wissenschaften, danach von 1951 bis 1956 als Mitarbeiter des Architekten Hermann Fehling. Nach seinen Plänen entstanden eine Mensa sowie Industrie- und Kirchenbauten. Als Angestellter von Hermann Fehling war er an zwei Wettbewerbsentwürfen beteiligt, über die im Werk von Fehling an anderer Stelle keine Dokumente zu finden sind. Es handelt sich dabei um den Wettbewerb zum Bau des Auditorium Maximum der Freien Universität Berlin (1951) und den Wettbewerb um weitere Hörsaalgebäude der Freien Universität (1955).
1956 begannen zwei neue berufliche Tätigkeiten: einerseits assistierte er bis 1958 Hans Scharoun am Lehrstuhl für Städtebau der Technischen Universität Berlin, andererseits bildete er bis 1960 mit Hermann Fehling und Daniel Gogel gleichberechtigt die Bürogemeinschaft Fehling-Gogel-Pfankuch. In dieser Zeit entstanden unter anderem der Berlin-Pavillon im Hansaviertel und das preisgekrönte Studentendorf Schlachtensee der Freien Universität Berlin. Der Nachlass von Peter Pfankuch befindet sich im Baukunst-Archiv der Akademie der Künste Berlin. Im Archiv liegt eine Werkliste vor, auf der Pfankuch einige Projekte auslässt, die in der Zeit vor 1960 im Büro Fehling-Gogel-Pfankuch geplant wurden. Dieser Liste lässt sich entnehmen, dass Pfankuch nicht an den modernen Wiederaufbauten der Paul-Gerhardt-Kirche und der St. Norbert Kirche in Berlin-Schöneberg beteiligt war. Dennoch wird die Paul-Gerhardt-Kirche oft als ein Werk von Fehling-Gogel-Pfankuch genannt. Der Grund dafür kann sein, dass Peter Pfankuch zur selben Zeit – 1962 – als selbständiger Architekt an einem Projekt für die Paul-Gerhardt-Gemeinde in Spandau arbeitete.
Selbständigkeit
Ab 1960 wirkte Pfankuch als selbstständiger Architekt in Berlin und plante unter anderem Gemeindehäuser in Berlin-Spandau und Berlin-Tempelhof, Einfamilienhäuser in Berlin-Dahlem, -Mariendorf und -Nikolassee und eine Kindertagesstätte in Berlin-Frohnau. Das erste Projekt, mit dem Pfankuch in die Selbständigkeit startete, war ein kleiner Umbau, der jedoch eins der ungewöhnlichsten und bekanntesten Werke von Pfankuch ist. Im Brunsbütteler Damm 17 in Berlin-Spandau leitete er den Umbau einer Bäckerei zu einer sogenannten Ladenkirche. Die Spandauer Ladenkirche war eine Idee des protestantischen Theologen Ernst Lange, sie existierte bis 2004.
Von 1962 bis 1973 bildete Pfankuch mit Dieter Enke eine Bürogemeinschaft. Aufgrund seiner Akademie-Einbindung musste er jedoch die Arbeiten an den gemeinsamen Projekten weitreichend Enke überlassen, die da waren: Städtebauliches Gutachten Teilwohngebiet Berlin-Buckow-Rudow (BBR), später: Gropiusstadt; Teilwohngebiet V, Gropiusstadt, Berlin-Neukölln; Wohnungsbau Märkisches Viertel, Berlin-Reinickendorf; Städtebauliche Planungen sowie Ausführung von Hochhäusern im Sanierungsgebiet Berlin-Neukölln, Aronsstraße, davon Bau von 802 Wohnungen, einem Parkhaus und Geschäftshäusern.
Verbandsarbeit
Von 1961 bis 1976 war er Wissenschaftlicher Sekretär der Sektion Baukunst der Akademie der Künste, Berlin (West). In dieser Funktion war er 1970/1971 auch eingebunden in die Organisation der Erasmuspreisverleihung an seinen Mentor Hans Scharoun. Von 1970 bis zu seinem Tod 1977 war der Akademie-Angestellte Peter Pfankuch selbst Mitglied der Künstlersozietät. Zwischen 1961 und 1965 gab es im Tagesspiegel eine 49 Beiträge umfassende Artikelserie unter dem Motto „Vorbildliches im Berliner Stadtbild“. Die darin behandelten Bauten hatten Hans Scharoun, der Landschaftsarchitekt Walter Rossow und Peter Pfankuch ausgewählt. Die Serie hat heute noch Bedeutung; sie wurde 2002 vom Deutschen Werkbund ausgestellt. Dem Werkbund gehörte Pfankuch von 1961 bis 1974 als Mitglied an.

## Rezeption
Die Rezeption des Werks von Peter Pfankuch hat darunter gelitten, dass er meist nur als Teil des Architekturbüros Fehling-Gogel-Pfankuch erinnert wird, nicht jedoch als Publizist oder eigenständiger Planer. Dies lag einerseits an seinem frühen Tod 1977, andererseits auch an der Tatsache, dass er von Hermann Fehling und Daniel Gogel in einer Ausstellung 1981 sowie in den Gesprächen mit Ulrich Conrads und Manfred Sack praktisch nicht erwähnt wurde. Da Hermann Fehling und Daniel Gogel zu zweit ihr Büro fortführten, nachdem Pfankuch ausgestiegen war, wurde die Aufmerksamkeit nun auf das Büro Fehling + Gogel gelenkt. Diese einseitige Rezeption täuscht darüber hinweg, dass Pfankuch nicht nur als Publizist, sondern auch als Planer äußerst produktiv war. Die Summe der Wohnbauten, die Pfankuch zusammen mit Dieter Enke realisierte, übersteigt bei weitem das Pensum, das seine ehemaligen Kollegen Fehling und Gogel erreichten. Pfankuch war an der Planung und Ausführung tausender Wohnungen in Berlin beteiligt. Als Stadtplaner prägte er maßgeblich Teile von Berlin-Neukölln, nicht nur in der Gropiusstadt. Eine eingehende Auseinandersetzung mit dem Werk Peter Pfankuchs – unabhängig von Fehling-Gogel-Pfankuch – steht noch aus. Auch wäre es geboten, die Bauten von Pfankuch hinsichtlich ihres Denkmalwerts zu untersuchen. Pfankuchs Frohnauer Kindertagesstätte wurde beispielsweise 1964 im Katalog der Akademie der Künste zur Ausstellung Bauen in Berlin 1900–1964 präsentiert.

## Auszeichnungen
- 1959: Auszeichnung anlässlich des Ausstellungswettbewerbs „Das moderne Studentenwohnheim“ vom Deutschen Studentenwerk e. V. in Darmstadt, Oktober 1959, für den Bau des Studentenwohnheims „Studentendorf“ der FU Berlin
- 1964: Stipendium aus dem Fritz-Schumacher-Preis des Jahres 1964, verliehen im Mai 1965 vom Senat der Freien und Hansestadt Hamburg

## Bauten
Als Angestellter von Hermann Fehling
- 1951–1953: Erster Bauabschnitt der Mensa 1 der Freien Universität, Berlin-Dahlem
- 1953 Umbau Titania-Palast, Berlin-Steglitz

Als Teil der Bürogemeinschaft Fehling-Gogel-Pfankuch
- ab 1953: Bücherstube Schoeller (mehrere Ladenausbauten), Berlin-Charlottenburg
- 1955–1956: Haus Krüger, Berlin-Dahlem
- 1956–1957: Berlin-Pavillon, Berlin-Tiergarten
- 1956–1957: Pavillon der Deutschen Glasindustrie, Interbau/Messegelände, Berlin-Charlottenburg, temporäres Gebäude
- 1956–1959 Erster Bauabschnitt Studentendorf Schlachtensee, Berlin-Zehlendorf
- 1957–1959: Haus Platte, Berlin-Dahlem (1985 abgerissen)

Als selbständiger Architekt allein
- 1960: Umbau einer Bäckerei zur Ladenkirche, Brunsbütteler Damm 17, Berlin-Spandau
- 1962: Gemeindehaus der Paul-Gerhardt-Gemeinde in Spandau,[8] Im Spektefeld
- 1963: Einfamilienhaus Dr. Horn, Birnhornweg 17,[8] Berlin-Marienfelde
- 1964–1965: Neubau Kindertagesstätte Markgrafenstraße/Fuchssteinerwerg,[9] Umbau eines bestehenden Gebäudes zum Jugendheim mit Wohnung, Berlin-Frohnau
- 1966–1967: Gemeindehaus der damaligen Zinzendorf-Gemeinde, Holzmannstraße,[8] Berlin-Tempelhof
- 1968: Einfamilienwohnhaus Krottnauer Straße, Berlin-Schlachtensee
- 1972: Schwesternwohnheim Ungarnstraße, Berlin-Wedding

Gemeinsam mit Dieter Enke
- 1962: Städtebauliches Gutachten Teilwohngebiet, Gropiusstadt, Berlin-Buckow-Rudow
- 1963: Bebauungsplan für dreigeschossige Wohnbauten zwischen Johannisthaler Chaussee und Wildmeisterdamm, Gropiusstadt, Berlin-Buckow-Rudow
- 1966–1976: Wohnbauten der Wohnungsgenossenschaft MAX, Senftenberger Ring, Märkisches Viertel, Berlin-Reinickendorf
- 1966–1973: Wohnbebauung Morusstraße/Briesestraße/Kienitzer Straße, Berlin-Neukölln

Als Teil der Bürogemeinschaft Pfankuch-Enke-Hanebutt
- 1969–1971: Städtebauliche Planungen und ab 1971 Ausführung von Hochhäusern, Sanierungsgebiet Aronsstraße, Berlin-Neukölln

## Veröffentlichungen
Als Autor
- Urbanismus in Berlin. In: Du Atlantis. Kulturelle Monatsschrift, Conzett & Huber, Zürich, 26. Jg., Nr. 11/1966 (= Heft 309 der Gesamtfolge), S. 862 und 925 f.

Als Herausgeber
- mit Elisabeth Killy: Alvar Aalto. Ausstellung in der Akademie der Künste vom 17. März bis zum 7. April 1963, täglich von 10–19 Uhr. Gebrüder Mann Verlag, Berlin 1963.
- mit Adolf Jannasch, Herta Elisabeth Killy: Symbol und Mythos in der zeitgenössischen Kunst. Ausstellung in der Akademie der Künste vom 21. April bis 19. Mai 1963, täglich von 10 bis 19 Uhr. Akademie der Künste, Berlin 1963.
- mit Dirk Scheper: Max Taut. Ausstellung in der Akademie der Künste vom 19. Juli bis zum 9. August 1964, täglich von 10–19 Uhr (= Akademie-Katalog. 37). Akademie der Künste, Berlin 1964.
- Bauen in Berlin 1900–1964. Ausstellung anläßlich der Berliner Bauwochen 1964 veranstaltet von der Akademie der Künste und dem Senator für Bau- und Wohnungswesen in der Akademie der Künste vom 4. Oktober bis 8. November 1964, täglich geöffnet von 10–19 Uhr. Akademie der Künste, Berlin 1964.
- mit Herta Elisabeth Killy und Dirk Scheper: Poelzig, Endell, Moll und die Breslauer Kunstakademie 1911–1932. Eine Ausstellung der Akademie der Künste und des Städtischen Museums Mülheim an der Ruhr. […]. Akademie der Künste, Berlin 1965.
- mit Hermann Mattern: Peter Joseph Lenné (= Akademie-Katalog. 48). Senator für Wissenschaft und Kunst. Akademie der Künste, Berlin 1966.
- mit Herta Elisabeth Killy: Rolf Nesch. Ausstellung in der Akademie der Künste vom 6. März bis zum 11. April 1966. Akademie der Künste, Berlin 1966.
- mit Dirk Scheper, Hans Albitz und Ruth Albitz: Hans Scharoun. Ausstellung in der Akademie der Künste vom 5. März – 30. April 1967, täglich von 10–19 Uhr. Akademie der Künste, Berlin 1967.
  - 2., gekürzte Ausgabe: Akademie der Künste, Berlin 1969.
- mit Dirk Scheper: Ludwig Mies van der Rohe. Ausstellung anläßlich der Berliner Bauwochen 1968 veranstaltet von der Akademie der Künste und dem Senator für Bau- und Wohnungswesen in der Akademie der Künste vom 25. August bis 22. September 1968. Akademie der Künste, Berlin 1968.
- Adolf Rading. Bauten, Entwürfe und Erläuterungen (= Schriftenreihe der Akademie der Künste. Band 3). Ausgewählt und zusammengestellt von Peter Pfankuch. Gebrüder Mann Verlag, Berlin 1970. (Einleitung Adolf Rading 1888–1957 von Peter Pfankuch, S. 7–9.)
- Hans Scharoun. Bauten, Entwürfe, Texte (= Schriftenreihe der Akademie der Künste. Band 10). Mann, Berlin 1974, ISBN 3-7861-6184-4.
  - Überarbeitete und ergänzte Neuausgabe: Akademie der Künste, Berlin, 1993, ISBN 3-88331-971-6.
- fortgeführt von Martina Schneider, Achim Wendschuh: Von der futuristischen zur funktionellen Stadt – Planen und Bauen in Europa 1913–1933 (= Akademie-Katalog. 119). Dietrich Reimer Verlag, Berlin 1978, ISBN 3-496-01005-3.